# Entomobrya guthriei
Entomobrya guthriei är en urinsektsart som beskrevs av Mills 1931. Entomobrya guthriei ingår i släktet Entomobrya och familjen brokhoppstjärtar. Inga underarter finns listade i Catalogue of Life.